# 114 هـ
114 هـ هي سنة في التقويم الهجري امتدت مقابلةً في التقويم الميلادي بين سنتي 732 و733.

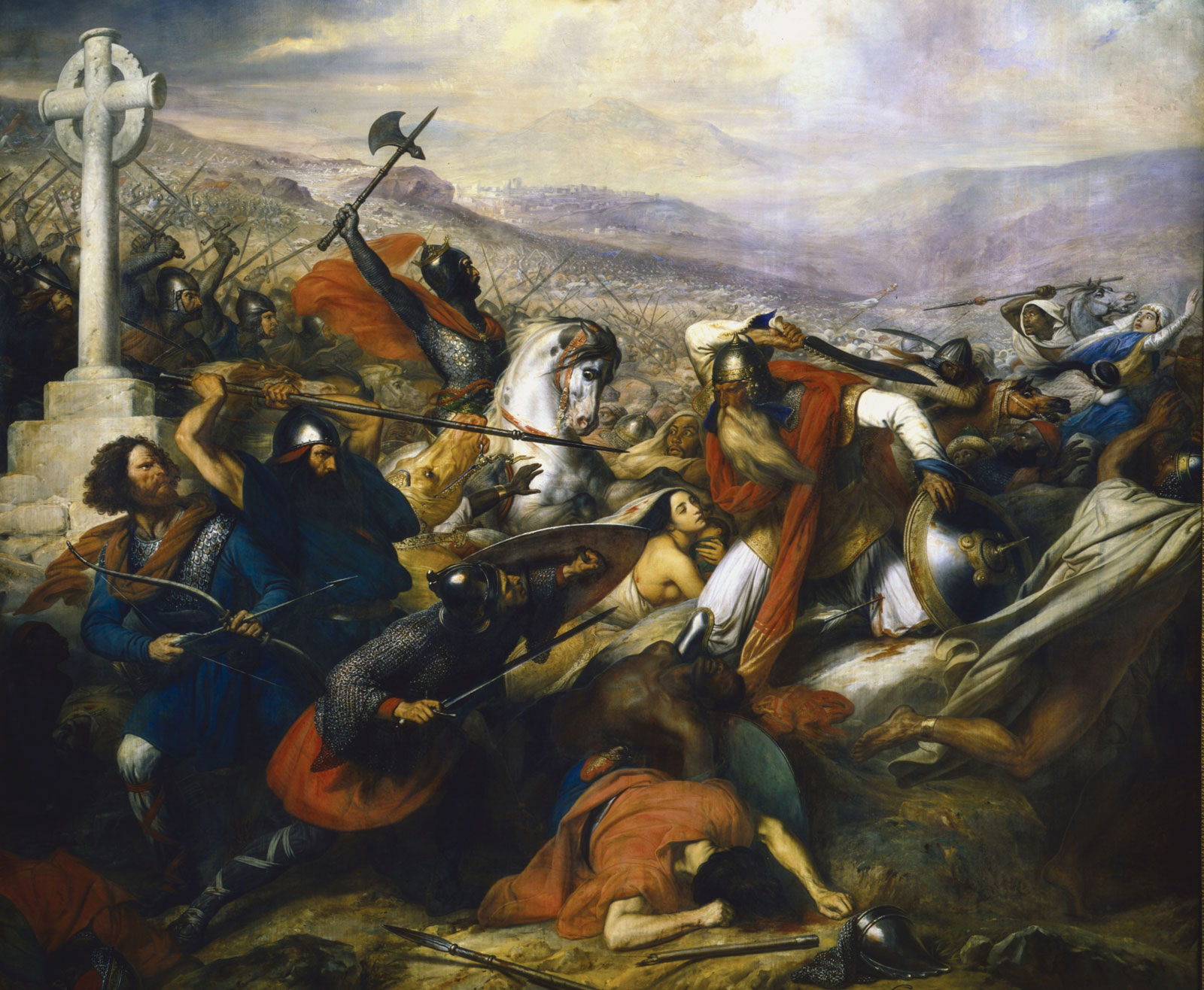
عبد الرحمن الغافقي صاحب اللحية البيضاء، مقاتلًا في معركة بلاط الشهداء

## أحداث
- 1 رمضان - موقعة بلاط الشهداء في فرنسا على ضفاف نهر اللوار.

## وفيات
- عبد الرحمن الغافقي
- عبيدة بن عبد الرحمن السلمي
- محمد الباقر
- يحيى بن عروة
- عطاء بن أبي رباح
- وهب بن منبه
- الفرزدق